# Кривинское
Кривинское — село в Минусинском районе Красноярского края. Входит в состав Лугавского сельсовета.

## География
Расположено на правом берегу реки Енисей. Абсолютная высота — 249 метров над уровнем моря.
Климат
Климат характеризуется как резко континентальный, с продолжительной морозной зимой и коротким тёплым летом. Среднегодовая температура воздуха составляет −3,4°С. Средняя температура воздуха самого тёплого месяца (июля) составляет 16,9 °C; самого холодного (января) — −22,4 °C. Среднегодовое количество атмосферных осадков составляет 510 мм.

## История
В 1926 году в селе имелось 308 хозяйств и проживало 1492 человека (714 мужчин и 778 женщин). В национальном составе населения того периода преобладали русские. Действовала школа I ступени. В административном отношении являлось центром Кривинского сельсовета Минусинского района Минусинского округа Сибирского края.

## Население
| 2010 |
| ---- |
| 5    |

Половой состав
По данным Всероссийской переписи населения 2010 года в гендерной структуре населения мужчины составляли 40 %, женщины — соответственно 60 %.
Национальный состав
Согласно результатам переписи 2002 года, в национальной структуре населения русские составляли 75 % из 4 чел.